# James Smith Jr.

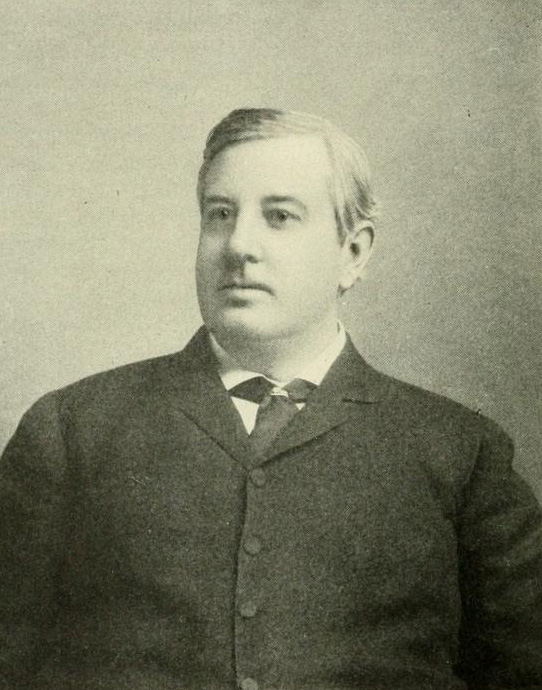
James Smith, Jr.

James Smith, Jr., född 12 juni 1851 i Newark, New Jersey, död 1 april 1927 i Newark, New Jersey, var en amerikansk demokratisk politiker. Han representerade delstaten New Jersey i USA:s senat 1893-1899.
Smith var verksam som importör och senare som tillverkare av läderprodukter. Han tackade 1884 nej till att kandidera i borgmästarvalet i Newark. Han efterträdde 1893 Rufus Blodgett som senator för New Jersey. Han kandiderade inte till omval efter en mandatperiod i senaten och efterträddes som senator av republikanen John Kean.
Smiths grav finns på Holy Sepulchre Cemetery i East Orange.